# Opeth
Opeth es una banda sueca de metal progresivo formada en 1990 en Estocolmo por David Isberg incorporándose luego su miembro más longevo, Mikael Åkerfeldt. Posee en sus composiciones influencias del rock progresivo, jazz, blues y de guitarras acústicas de corte clásico y folk, más notorias en su álbum Blackwater Park (2001), y Ghost Reveries (2005). Mikael Åkerfeldt es el único miembro que ha permanecido en todas las alineaciones clásicas de la banda.
Desde la grabación de su primer disco, han lanzado 14 álbumes de estudio, 3 box sets,  y cuatro álbumes en vivo. A partir del disco Heritage (2011), en estudio se apartaron del death metal progresivo para enfocarse en un rock progresivo clásico, que continuó en sus discos Pale Communion (2014), Sorceress (2016) e In Cauda Venenum (2019).A principios de agosto de 2024 anunciaron su nuevo álbum The Last Will And Testament, en el que vuelven a escucharse, después de 16 años, voces guturales más cercanas al death metal.

## Historia

### Los comienzos de Opeth (1990-1993)
El vocalista David Isberg formó Opeth en 1990 en Estocolmo. Isberg invitó a Mikael Åkerfeldt a unirse a la banda para ensayar como bajista, pero no se informó de esto a los otros miembros de la banda. Todos sus miembros, excepto Isberg, renunciaron. Åkerfeldt pronto se unió a Opeth después de que su banda, Eruption, se disolviera. Con Åkerfeldt como guitarrista y David Isberg como vocalista, Opeth aún necesitaba más músicos. Invitaron al amigo de Åkerfeldt y miembro fundador de Eruption, el baterista Anders Nordin, y a Nick Döring en el bajo. Andreas Dimeo fue contratado como segundo guitarrista. Ensayando con el viejo equipo que encontraron en una primaria. Después de su primer espectáculo, Andreas Dimeo y Nick Döring salieron de la banda. En el segundo show se unieron Kim Pettersson (guitarra) y Johan DeFarfalla (bajo). Después del show, DeFarfalla se fue, no volviendo hasta 1994. Petterson duró con la banda un show más antes de irse a finales de 1991. Para ese show tocaron con Peter Lindgren en el bajo, pero una vez que Kim se fue, Peter retornó a la guitarra.
Isberg dejó la banda a comienzos de 1992 debido a «diferencias de creación» y, como Mikael tenía experiencia como vocalista en el grupo Eruption, pasó a ocupar esta posición; inmediatamente comenzaron a escribir material con Peter Lindgren. Opeth se conformó con un equipo de tres personas por más de un año, pero después encontraron un nuevo bajista, Stefan Guteklint, quien tocó con ellos cerca de un año.

### Orchid, Morningrise y My Arms, Your Hearse (1994-1998)
Después de que la banda recibiera un contrato con Candlelight Records, echaron a Stefan Guteklint. Opeth grabó su primer álbum, Orchid, en 1994 con Johan DeFarfalla como bajista de sesión. Poco tiempo después se convirtió en miembro de tiempo completo. Candlelight Records lanzó su álbum debut en 1995. Dos años después, Orchid fue lanzado en Estados Unidos por Century Media Records. Ellos mismos manejaron la producción y Dan Swanö fue el ingeniero de sonido.
El segundo álbum de Opeth, Morningrise, es grabado entre marzo y abril de 1996 y lanzado más tarde ese año. De nuevo Dan Swanö es el ingeniero de sonido y esta vez él también maneja la producción. El álbum contiene cinco canciones, que varían en el largo de 10 a 20 minutos («Black Rose Immortal» la pista de veinte minutos, continúa siendo la más larga de la discografía de Opeth). Al primer tour europeo que tuvieron, junto a Cradle of Filth, le sigue el lanzamiento de Morningrise. Después del tour, Johan DeFarfalla es despedido de la banda y Anders Nordin se retira y se va a Brasil.
En el tercer álbum, My Arms, Your Hearse en 1998, se agrega Martín López (quien había abandonado otra banda sueca, Amon Amarth) en la batería. Poco antes de la grabación de este álbum, Martín Méndez, un amigo de Martín López, es reclutado como bajista de Opeth, pero debido a la falta de tiempo para aprender el material ya acumulado, Åkerfeldt toca el bajo en la grabación.
My Arms, Your Hearse exhibe un cambio en el estilo de las letras. En vez de contar con temas de más de 10 minutos de duración, My Arms, Your Hearse contiene canciones más cortas, teniendo la mayoría un largo entre 6 y 8 minutos. El álbum fue líricamente un álbum conceptual, más oscuro que los trabajos anteriores, con transiciones acústicas jugando roles menores. El estilo vocal de Mikael también toma un tono más influido por el death-metal: más profundo y amenazador. My Arms, Your Hearse es el último álbum de Opeth lanzado con el sello Candlelight Records.

### Still Life (1999-2000)
Lanzado en 1999 bajo Peaceville Records, su cuarto álbum, Still Life, es considerado otro álbum conceptual, el cual se centra en un cuento de amor de un hombre por una mujer llamada Melinda, y su retorno del exilio para buscarla. Este álbum contiene un mayor nivel de experimentación con las dinámicas entre los elementos oscuros del death metal, y los elementos acústicos y limpios. Still Life podría ser considerado un giro fundamental en la evolución del sonido de Opeth. Es el primer lanzamiento grabado con Martín Méndez en el bajo. El lanzamiento de Still Life estaba originalmente programado para finales de septiembre de 1999, pero fue pospuesto para el 4 de octubre y luego para el 18 de octubre, la cual fue la fecha final de lanzamiento.

### Blackwater Park (2001)
En 2001, el quinto álbum, Blackwater Park, es lanzado bajo Music for Nations, y recibió un gran éxito crítico y comercial en Norteamérica. Opeth confió al principal miembro de Porcupine Tree, Steven Wilson, la producción del álbum, así también como las voces secundarias, guitarras menores y partes de piano.

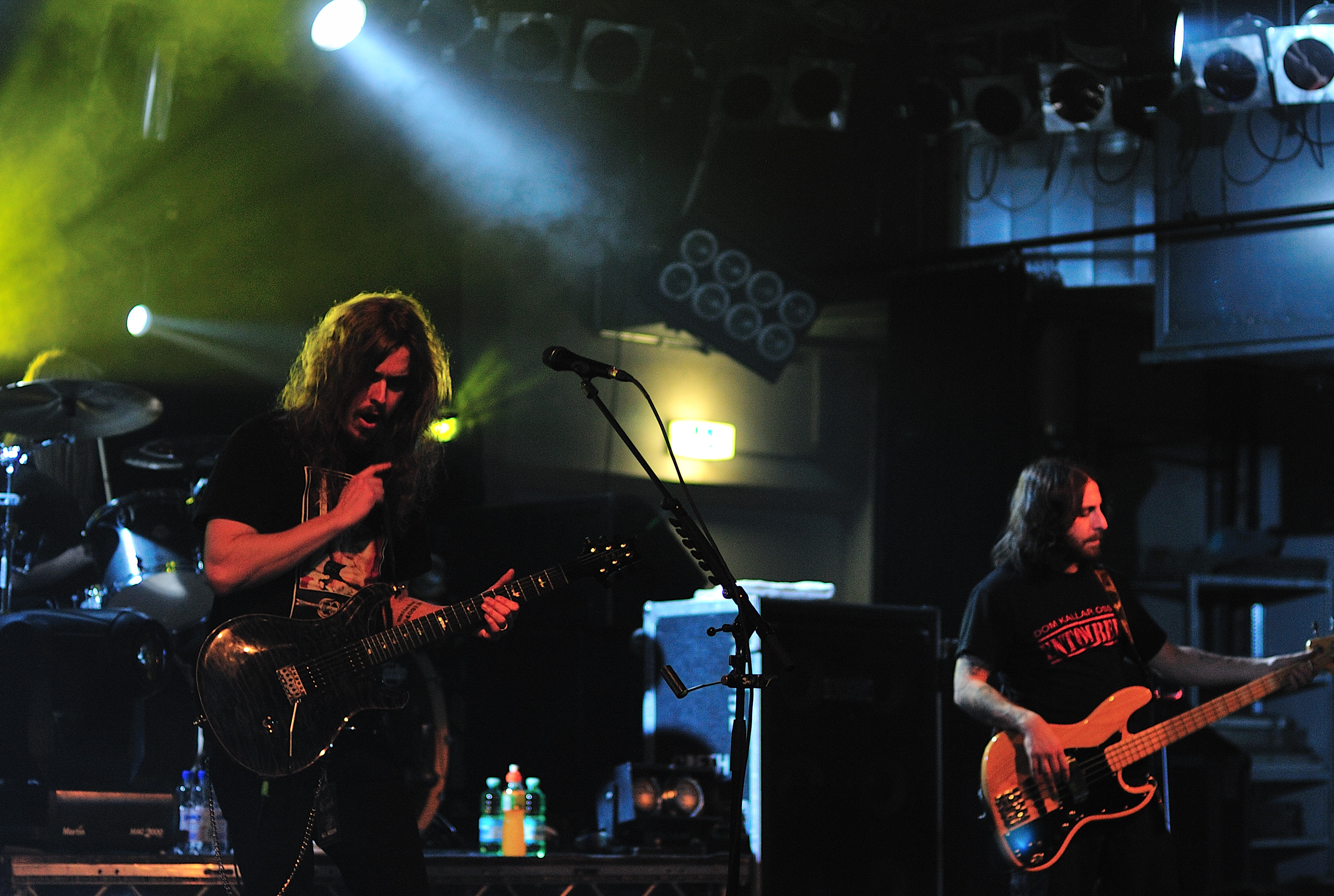
Mikael Åkerfeldt y Martin Méndez en Alemania 12-06-2008.

### Deliverance, Damnation y Lamentations (2002-2004)
El 2002 el álbum Deliverance, también producido por Steven Wilson, es lanzado bajo Music for Nations. Deliverance contiene cinco canciones de más de diez minutos de duración (el primer álbum de este estilo desde Morningrise), y una pista instrumental de cerca de dos minutos. Deliverance es uno de los trabajos más pesados de Opeth, conteniendo algunas canciones con introducciones que se asemejan al estilo de Morbid Angel. Opeth continúa experimentando con cambios en los tiempos con síncopas, hecho que queda notablemente plasmado en la introducción y final de "Deliverance" (la introducción es tocada en tiempos de 7/8 y en el final el tiempo es en síncopas), así como en la última pista del álbum,"By the Pain I See in Others".
Su séptimo álbum, Damnation, grabado simultáneamente con Deliverance, es un álbum totalmente de rock progresivo sin elementos del death metal, rememorando el rock progresivo de los años 70. Este álbum también es producido por Steven Wilson, quien contribuye en las voces secundarias y en los teclados, y participa en las letras de "Death Whispered a Lullaby". Mikael Åkerfeldt dedicó Deliverance y Damnation a su abuela, la cual había muerto en un accidente automovilístico durante la grabación.
En 2004, Opeth lanza Lamentations (Live at Shepherd's Bush Empire 2003), un DVD con un concierto de dos horas en vivo desde el teatro Shepherd's Bush Empire en Londres, Inglaterra. El concierto se dividió en dos partes: en la primera, Opeth toca todo el álbum Damnation en orden, más "Harvest" de Blackwater Park. La segunda parte incluye pistas más pesadas de Blackwater Park y Deliverance. También en Lamentations hay un documental de una hora sobre la grabación de los álbumes Damnation y Deliverance, presentando a los cuatro miembros de la banda y a Steven Wilson, todos hablando de Opeth, Deliverance, Damnation y el proceso de grabación.
Durante las giras de Deliverance y Damnation, Opeth había previsto tocar en Jordania, pero sin ningún miembro del equipo de producción, por miedo a de ataques terroristas del medio oriente. El mánager de la banda vendió cerca de 6000 boletos para el concierto, pero antes del mismo, López llama a Åkerfeldt contándole que no podía tocar, ya que estaba teniendo un fuerte ataque de pánico. Sin López, Opeth no podía dar el concierto, obligando así a la banda a cancelar el show.
A principios del 2004 López debió regresar a su casa en Canadá, luego de varios ataques de pánico más durante el tour. Opeth decidió no cancelar el resto de la gira, y el técnico de batería de López le reemplaza en dos de los conciertos. López promete que va a regresar al tour tan pronto como pueda, pero de todos modos, dos conciertos después Opeth solicita a Gene Hoglan, baterista de Strapping Young Lad, como nuevo reemplazo. López finalmente regresa a Opeth para el tramo final de la gira. Per Wiberg, teclista de Spiritual Beggars, se une poco después, y es confirmado como el quinto miembro de la banda. Y luego de un año de encontrarse en tour, los suecos vuelven al estudio para grabar su próximo álbum de estudio.

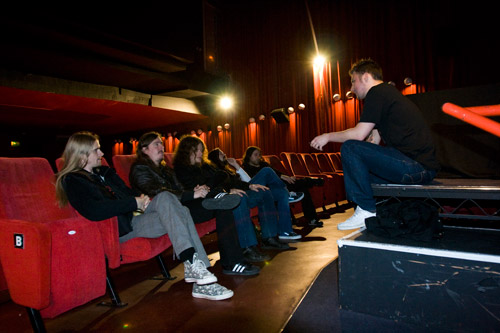
Opeth en el Prince Charles Cinema, Londres, 2008.

### Ghost Reveries (2005-2007)
Opeth entra al estudio el 15 de marzo de 2005 para grabar Ghost Reveries. El álbum fue lanzado el 30 de agosto por Roadrunner Records.
En una entrevista realizada en enero de 2006, Peter Lindgren comenta que era incierto el futuro del baterista Martín López:

López no está en esta gira, volvió a casa y no está tocando con nosotros. Ha estado enfermo bastante tiempo. Ha tenido algunos ataques de pánico, que nos molestaron durante un par de giras que cancelamos. Realmente no sé lo que puede ser. Nos dicen de todo: que es un desorden en la sangre, que tiene algunos dolores de espalda y depresión. Llegó a un punto en el que no podía seguir tocando más. Se quedó tan delgado que no podía tocar. Básicamente estábamos de acuerdo en que no podía trabajar. Tenía que irse a casa y recuperarse. Y ha estado ausente casi nueve meses.

El 12 de mayo Martín López deja oficialmente Opeth, «debido a un envenenamiento de la sangre y a ataques de pánico» durante la gira en apoyo a los álbumes Deliverance/Damnation. Le reemplaza Martin "Axe" Axenrot, quien sustituye a Martín López durante las últimas cinco giras presentando Ghost Reveries.

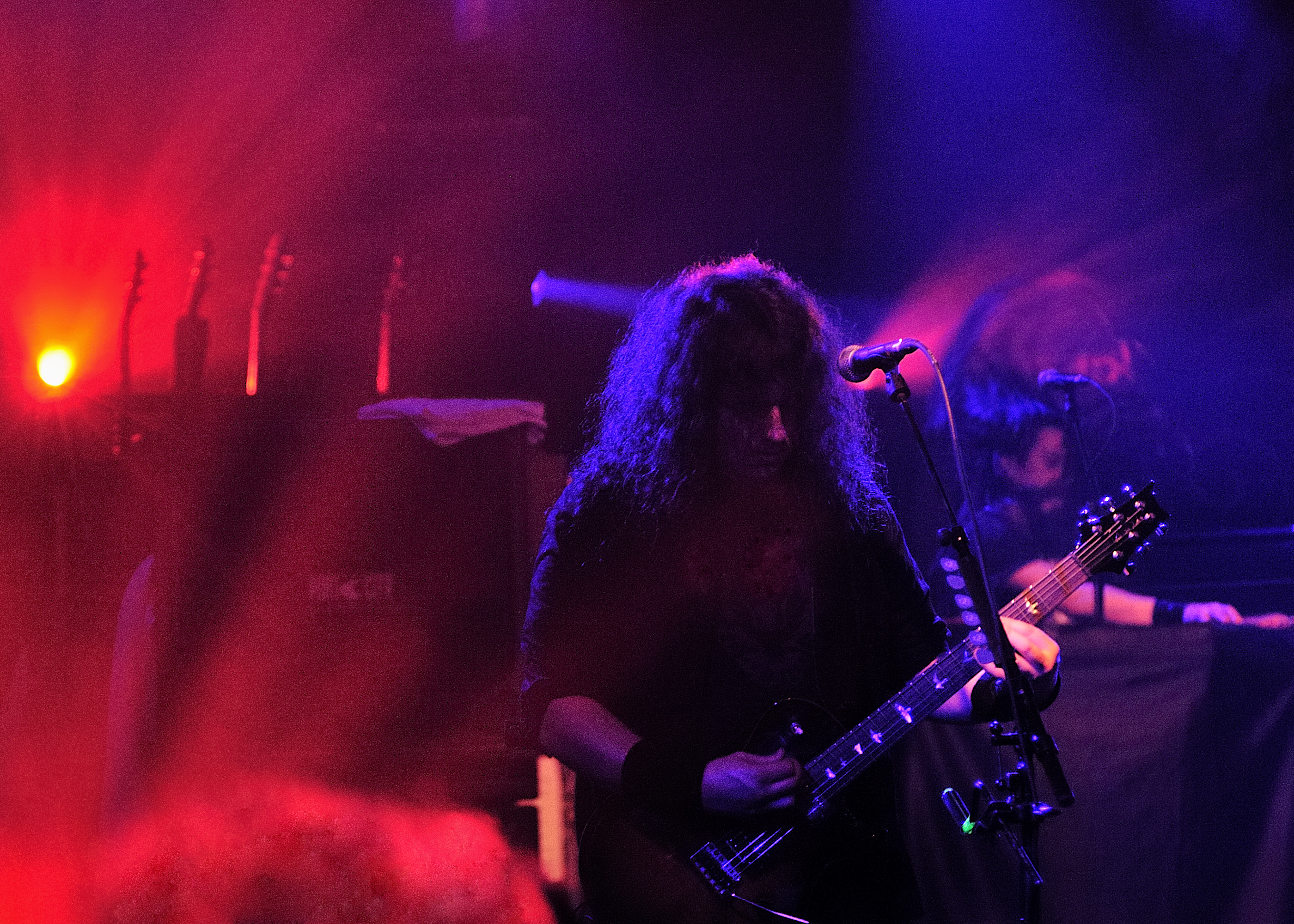
Fredrik Åkesson en 2008.

El 24 de julio, Dave Mustaine -líder de Megadeth- anuncia que Opeth realizaría la etapa principal de Gigantour 2006, junto con Megadeth, Lamb Of God, Arch Enemy y Overkill. La gira comienza el 6 de septiembre en Boise, Idaho, y termina el 8 de octubre en Orlando, Florida.
El 31 de octubre editan una versión especial de Ghost Reveries que incluye todo el álbum remasterizado en audio 5.1 surround más la versión "Soldier of Fortune" de la banda británica Deep Purple. También incluye un documental que muestra la grabación de Ghost Reveries.
El 9 de noviembre, el espectáculo en el Roundhouse en Camden, Londres, es grabado para un lanzamiento en DVD. Para este concierto, contaron también con la actuación de Paradise Lost.
Mikael Åkerfeldt comienza a escribir lo que sería el noveno disco de estudio de Opeth; y el 1 de noviembre entran al estudio de grabación; y según lo que el mismo declara, el lanzamiento del nuevo disco sería en abril o mayo de 2008.
El 17 de mayo el guitarrista Peter Lindgren abandona la formación al no sentirse con fuerzas para dar el máximo a sus compañeros, y en una entrevista declara:

La razón detrás de esta decisión, es simplemente que he perdido parte del entusiasmo y la inspiración necesarios para participar en una banda que ha pasado de ser de unos pocos chicos que tocaban la música que amaban a formar parte de la industria mundial. El amor por la música, ha sido siempre, y es, nuestro motivo, pero personalmente he perdido algo en el camino. La gran cantidad de giras ha pasado factura.

Peter Lindgren es reemplazado por el guitarrista Fredrik Åkesson, exmiembro de Arch Enemy.
El 21 de agosto de 2007, se anuncia la portada de su segundo álbum en vivo, The Roundhouse Tapes, que es lanzado oficialmente el 5 de noviembre en Europa y el 22 de noviembre en todo el mundo.
El 27 de septiembre de 2007, se anuncia que Opeth estaría teloneando a la banda de metal progresivo Dream Theater junto con Between the Buried and Me y 3 durante su gira por Estados Unidos el 2008. El 1 de noviembre entran al estudio a grabar su noveno álbum de estudio.

### Watershed (2008-2011)
En junio de 2008, finalmente, sale al mercado Watershed, el esperado noveno álbum.
A principios del año 2010 Opeth saca una banda sonora definido a palabras de Mikael Akerfeldt como no metal, del juego de PlayStation 3 God Of War llamado The Throat Of Winter.
El 20 de septiembre Opeth Lanza al mercado su DVD en vivo "In Live Concert At The Royal Albert Hall" Grabado en Londres el 5 de abril de 2010. Así Opeth conmemora su XX aniversario. El DVD en vivo, en su primera parte, contiene el álbum "Blackwater Park" completo y en su segunda un recorrido por toda la discografía a lo largo de sus 20 años de carrera, éxitos como "Hope Leaves", "Forest of October", y el más reciente "The Lotus Eater". EL DVD también contiene entrevistas e imágenes de su último tour mundial y una versión de vinilo.

### Heritage, Pale Communion, Sorceress (2011-2024)
En enero de 2011 Opeth anuncia nuevo álbum Heritage, este es publicado el 13 de septiembre de 2011 en Europa y el 15 de septiembre de 2011 en el resto del mundo.
Este álbum es totalmente diferente a los anteriores, tiene un estilo musical más cercano al jazz, rock progresivo e incluso al hard rock "setentero" (en concreto en el tema Slither, homenaje al recién fallecido Ronnie James Dio) con diversos tintes folk suecos. Fue muy bien recibido por la crítica, pero dividió en gran parte a los fanes que no esperaban un álbum que se alejara del sonido por el cual son conocidos, a pesar de tener en su repertorio un álbum como damnation, heritage término siendo el álbum más controversial de la banda hasta el momento. A pesar de ello, este álbum obtuvo buenos resultados de ventas (19.000 copias en su primera semana en los Estados Unidos).
Mikael Akerfeldt (líder y compositor principal de la banda) comentó que hace tiempo que deseaba crear un álbum de este estilo. Añadió que en las primeras sesiones de estudio se compusieron dos canciones con influencias de su publicación anterior (Watershed), pero que nunca le terminaron de convencer y al mostrárselas a Martín Méndez (bajista de la banda), le comentó que si ese fuera el estilo de lo que sería el nuevo álbum, se sentiría muy decepcionado. Después de eso escribió la canción The lines in my hand y al mostrársela a Martín Méndez, este se mostró gratamente impresionado.
En agosto de 2012, Åkerfeldt reveló que empezó a escribir material para lo que sería el decimoprimer álbum de estudio y en diciembre del mismo año, Roadrunner Records subió un video en YouTube mostrando el logo de Opeth y el texto Spring 2013 (primavera del 2013). La descripción del video afirma que algo esta por venir... (Something's coming...). En enero de 2013, Opeth anuncia una gira en Australia para marzo y darán más conciertos en los próximos meses.
En abril de 2014 Mikael Åkerfeldt anuncia que su nuevo disco se llamará Pale Communion y se pondrá a la venta el 17 de junio del mismo año. El disco se podrá comprar por adelantado a partir del 6 de mayo de 2014 vía iTunes Store descargándose automáticamente el primer sencillo "Cusp Of Eternity".
El 16 de junio de 2016 Opeth anuncia un contrato con Nuclear Blast Entertainment. El álbum Sorceress es promocionado mundialmente el 30 de septiembre del mismo año. Sorceress sería el primer álbum que estaría bajo su propio sello discográfico: Moderbolaget records.
El 2 de noviembre del 2018 publicarian un Blu Ray y DVD en el anfiteatro Red rocks en colorado llamado Garden of the Titans, siendo este su cuarto álbum en vivo.
El 27 de septiembre del 2019 fue publicado In Cauda Venenum. Este álbum tiene la particularidad de tener una versión en sueco y en inglés, dando a los aficionados la opción de elegir, según ha dicho su vocalista en varias ocasiones. Sin embargo, in cauda venenum fue pensado en un principio para ser publicado únicamente en sueco, siendo luego reconsiderada está idea. Mikael ha aclarado en muchas oportunidades que la versión sueca es la visión original del álbum pero que hizo la versión en inglés por miedo de que la gente no lo escuchará ya que estaba en otro idioma. In Cauda Venenum es considerado por muchos el mejor trabajo de los suecos en su era progresiva.
El 4 de marzo del 2020 debido a la pandemia del coronavirus la banda se vería obligada a realizar su último concierto en el Hollywood Palladium, Los Ángeles, suspendiendo así su gira por Latinoamérica.
El 16 de noviembre del 2021 Opeth anuncia que Martin Axenrot ya no formará parte de la banda por 'conflictos de intereses'. Su reemplazo sería Sami Karppinnen, baterista de Therion. Las razones de la salida de Axenrot aún no se conocen.
El 14 de septiembre del 2022 Waltteri Väyrynen sería anunciado como el nuevo baterista oficial de la banda, reemplazando a Sami Karppinnen.

### The Last Will And Testament (2024-presente)
Después de 5 años desde el último álbum de Opeth, In Cauda Venenum, se fue hablando a lo largo de 2024 que estarían trabajando en uno nuevo, el cual contaría con la colaboración de grandes artistas como Ian Anderson de Jethro Tull o Joey Tempest de Europe. Éste es el primer álbum de estudio en el que tocaría el nuevo baterista finlandés Waltteri Väyrynen, que se ha ganado buena reputación entre los fans.
El día 1 de agosto de 2024 anunciarían su nuevo single '§1' del nuevo álbum The Last Will And Testament, el cual será publicado el 11 de octubre de este mismo año a través de Moderbolaget / Reigning Phoenix Music.
A diferencia de los últimos álbumes lanzados entre 2011 y 2019, éste pilló por sorpresa a todos los fans, pues vuelve a integrar voz gutural y tener una ambientación más oscura y heavy en la gran mayoría de canciones, cosa que no se veía desde Watershed. Aunque no se asemeja al antiguo Opeth con sus albums de death metal, siguen manteniendo su estilo único y han conseguido cautivar a todos consiguiendo una mezcla de la complejidad progresiva del Opeth reciente, con las vocales de Mikael Åkerfeldt más agresivas que tantos años llevan sin sonar en estudio. Mikael habló sobre el nuevo álbum y declaró:

Me encanta este disco. Tengo que decirlo (escribirlo). ¿Quizás hasta me siento orgulloso? Supongo que hay algunos ingredientes familiares en él. La mayor parte de nuestra música ha surgido de la misma fuente, así que supongo que no es una gran sorpresa si va a sonar como "nosotros". Estoy bastante asombrado por lo que hicimos con "The Last Will and Testament". Parece un sueño. Hay algo de "coherencia" y "habilidad para escribir canciones", espero, pero ¿qué sé yo? Tiendo a favorecer lo "extraño" sobre lo "obvio", pero siento que soy una minoría, y eso está bien. Así que... ¡cuidado! No esperes un subidón de repente (como de costumbre), pero si lo "entiendes" (¿lo has entendido ya?) de inmediato, ¡también está bien! 

ProgReport (2 de agosto de 2024). «OPETH Announces New Album, 'The Last Will & Testament,' Shares First Single "§1"». The Prog Report (en inglés estadounidense). Consultado el 19 de agosto de 2024.

## Etimología
Tomaron su nombre de un libro de Wilbur Smith; ya que en dicho libro "Opet" significa ciudad de la luna (la "h" fue agregada posteriormente para el nombre de la banda, por un motivo netamente estético de su pronunciación en inglés).

## Discografía

### Álbumes de estudio
| Fecha de lanzamiento     | Título                      | Discográfica                               |
| 15 de mayo de 1995       | Orchid                      | Candlelight Records/Century Black          |
| 25 de junio de 1996      | Morningrise                 | Candlelight Records/Century Black          |
| 18 de agosto de 1998     | My Arms, Your Hearse        | Candlelight Records/Century Black          |
| 19 de octubre de 1999    | Still Life                  | Peaceville Records                         |
| 27 de febrero de 2001    | Blackwater Park             | Music for Nations                          |
| 12 de noviembre de 2002  | Deliverance                 | Music for Nations                          |
| 22 de abril de 2003      | Damnation                   | Music for Nations                          |
| 30 de agosto de 2005     | Ghost Reveries              | Roadrunner Records                         |
| 3 de junio de 2008       | Watershed                   | Roadrunner Records                         |
| 20 de septiembre de 2011 | Heritage                    | Roadrunner Records                         |
| 26 de agosto de 2014     | Pale Communion              | Roadrunner Records                         |
| 30 de septiembre de 2016 | Sorceress                   | Moderbolaget Records/Nuclear Blast Records |
| 27 de septiembre de 2019 | In Cauda Venenum            | Park Studios                               |
| 22 de noviembre de 2024  | The Last Will And Testament | Moderbolaget / Reigning Phoenix Music      |

## Integrantes

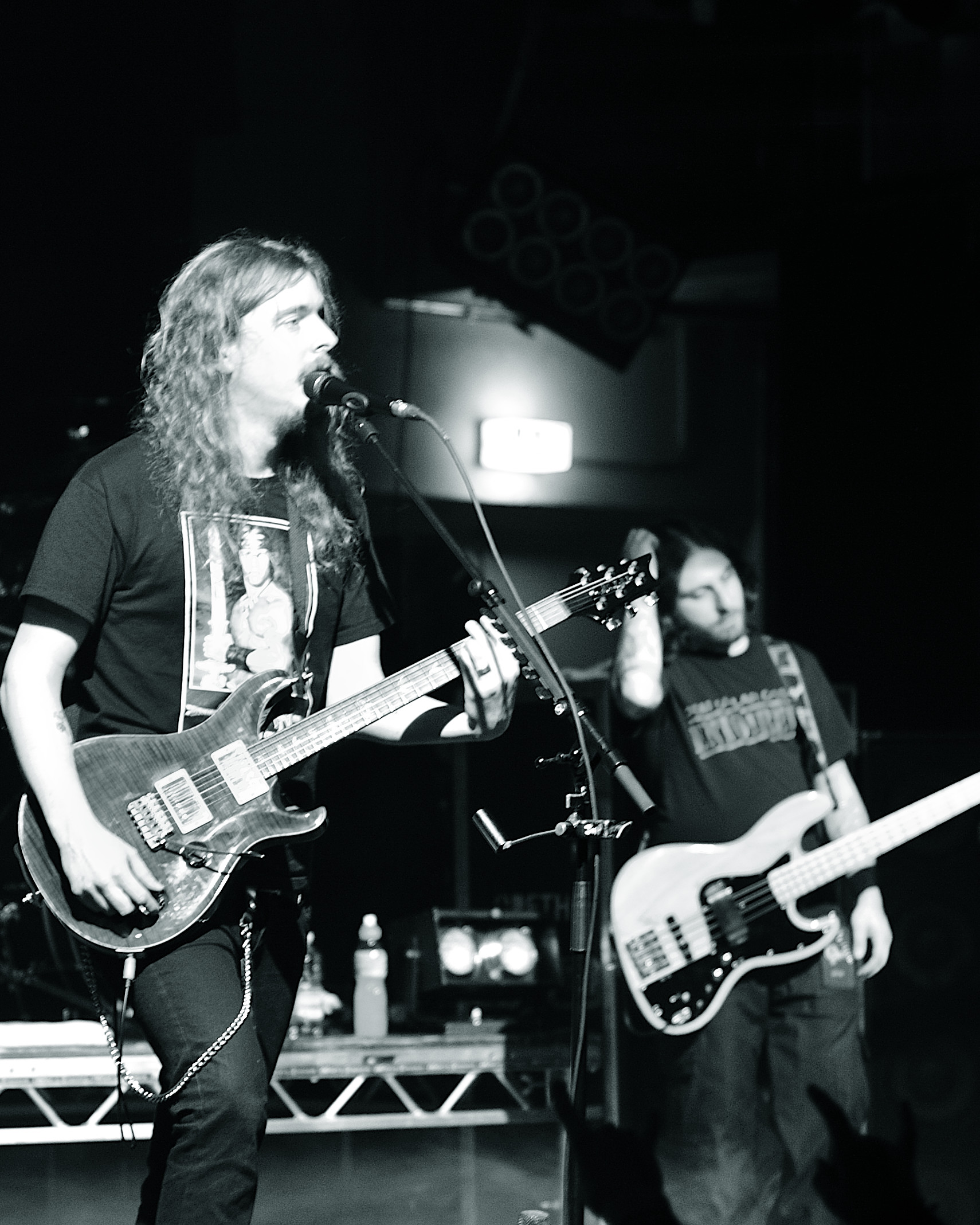
Mikael Åkerfeldt (izquierda) y Martín Méndez (derecha) en Munich Backstage Werk, sábado 6 de diciembre de 2008.

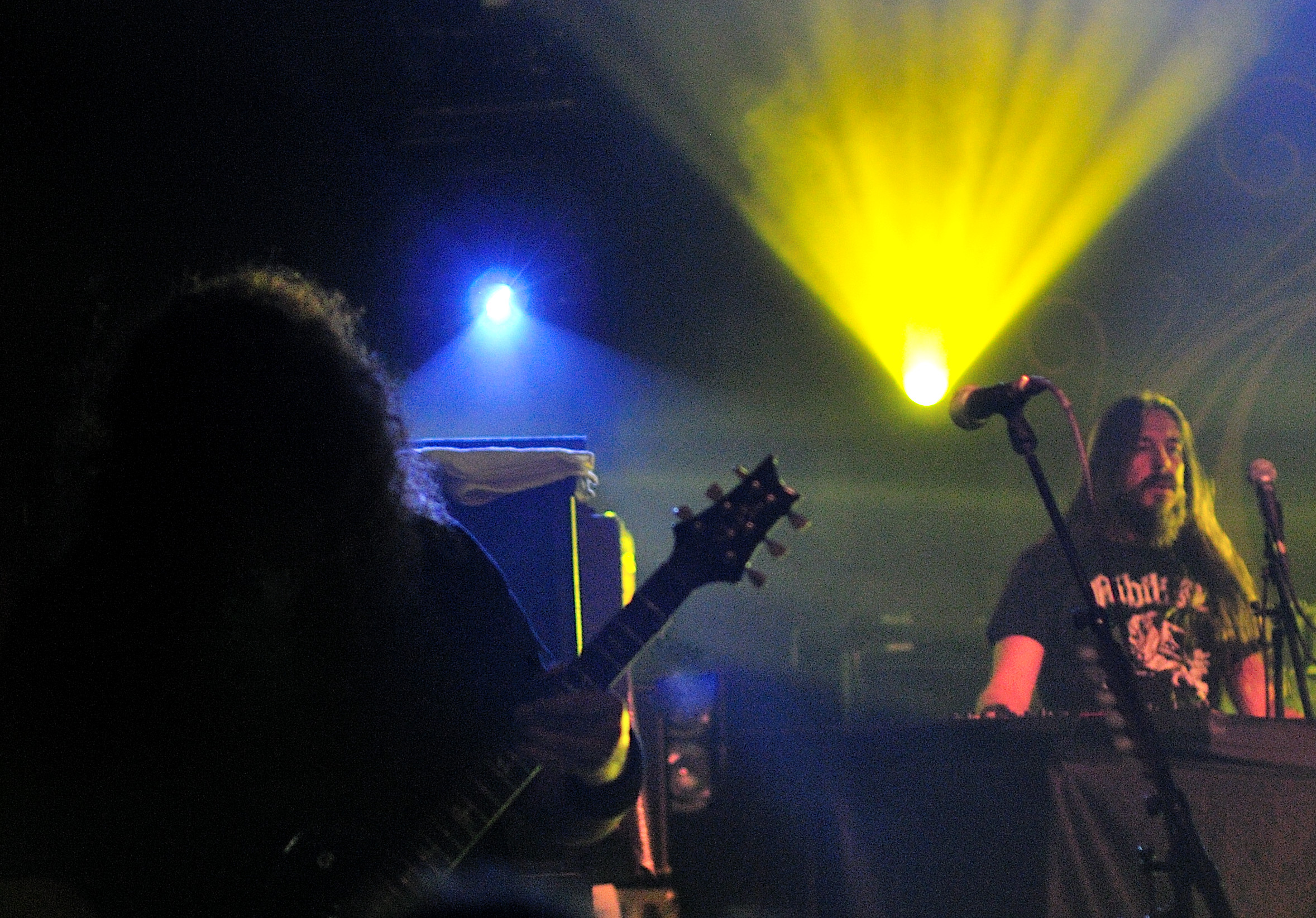
Fredrik Åkesson (izquierda) y Per Wiberg (derecha), sábado 6 de diciembre de 2008.

| Nombre               | Instrumento     | Estado   | Período de actividad |
| -------------------- | --------------- | -------- | -------------------- |
| Mikael Åkerfeldt     | Guitarra, Voces | Activo   | 1990 - presente      |
| Martín Méndez        | Bajo            | Activo   | 1997 - presente      |
| Anders Nordin        | Batería, Piano  | Inactivo | 1990 - 1997          |
| Martin "Axe" Axenrot | Batería         | Inactivo | 2006 - 2021          |
| Waltteri Väyrynen    | Batería         | Activo   | 2022 - presente      |
| Fredrik Åkesson      | Guitarra        | Activo   | 2007 - presente      |
| Joakim Svalberg      | Teclados, Coros | Activo   | 2011 - presente      |
| Per Wiberg           | Teclados        | Inactivo | 2005 - 2011          |
| David Isberg         | Voces           | Inactivo | 1991 - 1992          |
| Nick Döring          | Bajo            | Inactivo | 1990 - 1991          |
| Andreas Dimeo        | Guitarra        | Inactivo | 1991                 |
| Kim Pettersson       | Guitarra        | Inactivo | 1991                 |
| Johan DeFarfalla     | Bajo            | Inactivo | 1991, 1994 - 1996    |
| Peter Lindgren       | Guitarra        | Inactivo | 1991 - 2007          |
| Stefan Guteklint     | Bajo            | Inactivo | 1992 - 1993          |
| Mattias Ander        | Bajo            | Inactivo | 1992                 |
| Martín López         | Batería         | Inactivo | 1997 - 2006          |